# عمليات الوصول الماركوفية
في نظرية الطابور فإن عملیات الوصول الماركوفیة تستخدم لتمثیل وصول الزبائن إلى الطابور. العملیات الأكثر شیوعا تتضمن عملیات بواسون، عملیات الوصول الماركوفیة، ودفعة عملیات الوصول الماركوفية.

## خلفية
عملیات الوصول الماركوفیة لها طریقتین، الطریقة الأولى عملیة ماركوف المتصلة الوقت {\displaystyle j(t),} وهي عملية ماركوف تتولد بواسطة مولد أو مصفوفة المعدل{\displaystyle Q}.
العملیة الثانیة هي عملیة العد {\displaystyle N(t)} التي لدیها فضاء {\displaystyle \mathbb {N} _{0}=\mathbb {N} \cup \{0\}} (وھي مجموعة من جمیع الأعداد الطبيعية)، ( N(t تزداد كل مرة یتم فیها الانتقال في ( j(t التي تكون معلمّھ وملحوظة.

## عمليات بواسون
في عملیة وصول بواسون أو عملية بواسون تعد الواصلین، وكل منها لدیه توزیع أسي للوقت بین الوصول، في معظم الحالات بالإمكان تقدیم ذلك بمصفوفة المعدل.
{\displaystyle Q=\left[{\begin{matrix}-\lambda _{0}&\lambda _{0}&0&0&\dots \\0&-\lambda _{1}&\lambda _{1}&0&\dots \\0&0&-\lambda _{2}&\lambda _{2}&\dots \\\vdots &\vdots &\ddots &\ddots &\ddots \end{matrix}}\right]\;.}
في الحالة المتجانسة یكون أكثر بساطة.
{\displaystyle Q=\left[{\begin{matrix}-\lambda &\lambda &0&0&\dots \\0&-\lambda &\lambda &0&\dots \\0&0&-\lambda &\lambda &\dots \\\vdots &\vdots &\ddots &\ddots &\ddots \end{matrix}}\right]\;.}
هنا كل انتقال یكون مُلاحظ.

## عملية الوصول الماركوفي
عملیة الوصول الماركوفي هو تعمیم لعملیة بواسون وذلك بعدم استخدام التوزیع المتزاید للوقت بین الوصول، وفي الحالة المتجانسة لدیه مصفوفة معدل
{\displaystyle Q=\left[{\begin{matrix}D_{0}&D_{1}&0&0&\dots \\0&D_{0}&D_{1}&0&\dots \\0&0&D_{0}&D_{1}&\dots \\\vdots &\vdots &\ddots &\ddots &\ddots \end{matrix}}\right]\;.}
في كل مرة یتم الوصول یحدث انتقال الذي یزید من مستوى (الانتقال المعلّم).
مثال ذلك الانتقال في جزء من المصفوفة {\displaystyle D_{1}}, الأجزاء من المصفوفة {\displaystyle D_{0}} و{\displaystyle D_{1}} لدیها عناصر من {\displaystyle \lambda _{i,j}}، ومعدل من عملیة بواسون بحیث أن
{\displaystyle 0\leq [D_{1}]_{i,j}<\infty }
{\displaystyle 0\leq [D_{0}]_{i,j}<\infty \;\;\;\;i\neq j}
{\displaystyle [D_{0}]_{i,i}<0\;}
و
{\displaystyle (D_{0}+D_{1}){\boldsymbol {1}}={\boldsymbol {0}}}
هناك العدید الحالات الخاصة لعملیة الوصول الماركوفیة.

### عملیة بواسون المنظمة الماركوفیة
في عملية بواسون المنظمة الماركوفیة(MMPP), هذه العملیة التي یكون فیها M من عملیات بواسون تتبدل فیما بینها بواسطة عملیات ماركوف الأساسیة، إذا كل من M من عملیات بواسون یتم بمعدل {\displaystyle \lambda _{i}} والعملية الأساسیة یتم تولیدها بواسطة مولد {\displaystyle m\times m} مصفوفة مولدة {\displaystyle R} إذاً في تمثیل MAP,
{\displaystyle D_{1}=\operatorname {diag} \{\lambda _{1},\dots ,\lambda _{m}\}}
مصفوفة قطریة لمعدلات عملیة بواسون، أیضا
{\displaystyle D_{0}=R-D_{1}}

### عملیة التجدید طوریة النوع
عملیة التجدید طوریة النوع هي عملیة وصول ماركوفیة بتوزیع مرحلي بین الوصولات، على سبیل المثال في عملیة الوصول المتداخلة إذا كان التوزیع ما بین أوقات الوصول PH{\displaystyle ({\boldsymbol {\alpha }},S)} مع متجه للخروج رمز له بـ {\displaystyle {\boldsymbol {S}}^{0}=-S{\boldsymbol {1}}}, وعملیة الوصول لها مصفوفة مولده.
{\displaystyle Q=\left[{\begin{matrix}S&{\boldsymbol {S}}^{0}{\boldsymbol {\alpha }}&0&0&\dots \\0&S&{\boldsymbol {S}}^{0}{\boldsymbol {\alpha }}&0&\dots \\0&0&S&{\boldsymbol {S}}^{0}{\boldsymbol {\alpha }}&\dots \\\vdots &\vdots &\ddots &\ddots &\ddots \\\end{matrix}}\right]}

## دفعة من عملیة الوصول الماركوفیة
دفعة من عملیة الوصول الماركوفیة (BMAP)هو تعمیم لعملیة الوصول الماركوفیة عن طریق عملیات الوصول ذات الحجم الأكبر من 1، في الحالة المتجانسة یوجد مصفوفة المعدل.
{\displaystyle Q=\left[{\begin{matrix}D_{0}&D_{1}&D_{2}&D_{3}&\dots \\0&D_{0}&D_{1}&D_{2}&\dots \\0&0&D_{0}&D_{1}&\dots \\\vdots &\vdots &\ddots &\ddots &\ddots \end{matrix}}\right]\;.}
كل مرة تحدث عملیة وصول من الحجم K یحدث فیها انتقال في المصفوفة الفرعیة {\displaystyle D_{k}}. المصفوفة الفرعیة {\displaystyle D_{k}} لدیها عناصر {\displaystyle \lambda _{i,j}}, ومعدل من عملیة بواسون، بحیث أن:
{\displaystyle 0\leq [D_{k}]_{i,j}<\infty \;\;\;\;1\leq k}
{\displaystyle 0\leq [D_{0}]_{i,j}<\infty \;\;\;\;i\neq j}
{\displaystyle [D_{0}]_{i,i}<0\;}
و
{\displaystyle \sum _{k=0}^{\infty }D_{k}{\boldsymbol {1}}={\boldsymbol {0}}}